# ロバート・ヤーキーズ
ロバート・マーンズ・ヤーキーズ（Robert Mearns Yerkes, 1876年5月26日 - 1956年2月3日）は、アメリカ合衆国の心理学者、動物行動学者。
ペンシルベニア州生まれ。アーサイナス大学卒業後、ハーバード大学に進み、ミュンスターバーグに学ぶ。1902年に学位を取得し、1917年ミネソタ大学教授。1924年から1944年までイェール大学教授を務める。
無脊椎動物からヒトを含む脊椎動物に至る広範な動物種を対象に、知能、学習、知覚など幅広い分野の研究を行なって比較心理学の基礎を築いた。なかでも霊長類の行動研究の意義に早くから着目し、1929年、フロリダ州オレンジパークにイェール霊長類研究所（Yale Laboratories of Primate Biology）を設立した。この施設はのちにジョージア州アトランタのエモリー大学に移転し、ヤーキーズ霊長類研究所（Yerkes National Primate Research Center）と改名されて現在に至っている。また類人猿の生態調査を企画し、1931年にチンパンジーの調査のためにヘンリー・ニッセン（H. W. Nissen）を、翌1932年にはマウンテンゴリラの調査のためにハロルド・ビンガム（H. C. Bingham）をアフリカに派遣している。
学習課題の困難さと動機づけ水準に関するヤーキーズ・ドットソンの法則を提唱。またアメリカ心理学会（APA）会長の職にあった第一次世界大戦中には、集団式知能検査の開発を主導し、陸軍アルファ／ベータ（Army Alpha/Beta）の名で知られる新兵向けの大規模な知能検査プログラムを立案・実施したことでも有名である。
霊長類とのコミュニケーションのために開発された人工言語は、ヤーキーズにちなんでヤーキッシュと名付けられた。